# Gnidia socotrana
Gnidia socotrana är en tibastväxtart som först beskrevs av Isaac Bayley Balfour, och fick sitt nu gällande namn av Ernest Friedrich Gilg. Gnidia socotrana ingår i släktet Gnidia och familjen tibastväxter. Inga underarter finns listade i Catalogue of Life.